# Lissosternus gracilipes
Lissosternus gracilipes är en skalbaggsart som beskrevs av Lewis 1905. Lissosternus gracilipes ingår i släktet Lissosternus och familjen stumpbaggar. Inga underarter finns listade i Catalogue of Life.